# Daily-daily Dream

〈daily-daily Dream〉(데일리 데일리 드림)은 KOTOKO의 13번째 싱글을 말한다. 2009년 8월 26일에 제네온 유니버설을 통해 발매되었다.

## 해설
- 텔레비전 애니메이션 《하야테처럼!!》의 두 번째 오프닝 테마.
- 디스크 자켓에는 KOTOKO가 야구장에서 야구를 하는 사진이 쓰이고 있다.
- 초회한정판, 통상판 두 종류가 존재한다. 초회한정판에서는 PV를 수록한 DVD가 동봉되어 있다.

## 수록 곡
1. daily-daily Dream [5:07]
작사 : KOTOKO, 작사・편곡 : C.G mix
2. Message [5:06]
작사・작곡 : KOTOKO, 편곡 : SORMA No.1(Yoichi Shimada)
3. daily-daily Dream -Instrumental-
4. Message -Instrumental-